# Улица Василия Дунина-Борковского (Чернигов)
Улица Василия Дунина-Борковского (укр. Вулиця Василя Дуніна-Борковського) — улица в Деснянском районе города Чернигова. Пролегает от улицы Шевченко до улицы Защитников Украины, исторически сложившаяся местность (район) Бобровицкий жилой массив.
Примыкает переулок Василия Дунина-Борковского.

## История
2-й Совхозный переулок проложен в начале 1950-х годов.
2-й Совхозный переулок в середине 1950-х годов был переименован на улица Калинина — в честь русского революционера, советского государственного и партийного деятеля Михаила Ивановича Калинина. После вхождения в черту города Чернигова села Бобровица в декабре 1973 года, появилась ещё одна улица Калинина, которая в апреле 1974 года была переименована на улицу Малиновского.
12 февраля 2016 года улица получила современное название — в честь черниговского полковника Войска Запорожского Василия Касперовича Дунина-Борковского, согласно Распоряжению городского главы В. А. Атрошенко Черниговского городского совета № 46-р «Про переименование улиц и переулков города» («Про перейменування вулиць та провулків міста»)

## Застройка
Парная и непарная стороны улицы заняты усадебной застройкой. 
Учреждения: нет